# Orem
Orem és una població dels Estats Units a l'estat de Utah. Segons el cens del 2000 tenia 84.324 habitants.

## Demografia
Segons el cens del 2000, Orem tenia 84.324 habitants, 23.382 habitatges, i 19.079 famílies. La densitat de població era de 1.765,6 habitants per km².
Dels 23.382 habitatges en un 48,8% hi vivien nens de menys de 18 anys, en un 69% hi vivien parelles casades, en un 9,5% dones solteres, i en un 18,4% no eren unitats familiars. En el 12,4% dels habitatges hi vivien persones soles el 5,1% de les quals corresponia a persones de 65 anys o més que vivien soles. El nombre mitjà de persones vivint en cada habitatge era de 3,57 i el nombre mitjà de persones que vivien en cada família era de 3,93.
Per edats la població es repartia de la següent manera: un 35,4% tenia menys de 18 anys, un 17,4% entre 18 i 24, un 25,8% entre 25 i 44, un 14,5% de 45 a 60 i un 6,9% 65 anys o més.
L'edat mediana era de 24 anys. Per cada 100 dones de 18 o més anys hi havia 95,2 homes.
La renda mediana per habitatge era de 47.529 $ i la renda mediana per família de 51.214 $. Els homes tenien una renda mediana de 38.221 $ mentre que les dones 22.815 $. La renda per capita de la població era de 16.590 $. Entorn del 5,8% de les famílies i el 8,4% de la població estaven per davall del llindar de pobresa.

## Poblacions properes
El següent diagrama mostra les poblacions més properes.